# Список видов семейства Paratropididae
Список всех описанных видов пауков семейства Paratropididae на 16 марта 2013 года.

## Anisaspis
Anisaspis Simon, 1891
- Anisaspis tuberculata Simon, 1891 — Сент-Винсент

## Anisaspoides
Anisaspoides F. O. P.-Cambridge, 1896
- Anisaspoides gigantea F. O. P.-Cambridge, 1896 — Бразилия

## Melloina
Melloina Brignoli, 1985
- Melloina gracilis (Schenkel, 1953) — Венесуэла
- Melloina rickwesti Raven, 1999 — Панама
- Melloina santuario Bertani, 2013 — Венесуэла

## Paratropis
Paratropis Simon, 1889
- Paratropis papilligera F. O. P.-Cambridge, 1896 — Бразилия
- Paratropis sanguinea Mello-Leitao, 1923 — Бразилия
- Paratropis scruposa Simon, 1889 — Перу
- Paratropis seminermis Caporiacco, 1955 — Венесуэла